# Seedorf (Pentling)
Seedorf ist ein Gemeindeteil der Gemeinde Pentling im Oberpfälzer Landkreis Regensburg auf der Gemarkung Poign. Der Gemeindeteil hatte im Dezember 2013 54 Einwohner.
Im Volksmund wird der Ort auf Grund seiner Lage auf der Hohengebrachinger Heide und den meist geringen jährlichen Niederschlagsmengen auch Haid bzw. Obere Haid (= Obere Heide) genannt.

## Geographie
Seedorf liegt im südlichen Landkreis Regensburg, ca. 12 km von der Stadt Regensburg und 3 km vom Markt Bad Abbach entfernt. Der Ort grenzt an die Gemeindeteile Poign und Hohengebraching.
Seedorf hatte Stand 2004 63 Einwohner, davon unter 15 Jahren: 9,5 %; 16–49 Jahre: 69,9 %; 50–99 Jahre: 20,6 %. Der Gemeindeteil hatte im Dezember 2013 54 Einwohner.
Das Dorf besteht aus 14 Häusern, darunter sechs landwirtschaftliche Betriebe, und ist somit das zweitkleinste Dorf in der Gemeinde. Seedorf hat keine eigene Feuerwehr, aber eine Partnerschaft mit der Freiwilligen Feuerwehr Poign.
Die Buslinie 101 verkehrt von Seedorf nach Neutraubling. Es besteht keine direkte Busverbindung nach Regensburg.

## Geschichte
Seedorf wurde erstmals im Jahre 1723 erwähnt. Den planmäßig errichteten Ort gründeten nachgeborene Bauerssöhne der Umgebung auf der mehr als 1200 Tagwerk umfassenden Hohengebrachinger Heide. Im Zuge der Gebietsreform in Bayern kam Seedorf 1978 bei der Auflösung der Gemeinde Poign zur Gemeinde Pentling.